# Akinator
Akinator, the Web Genius – gra internetowa oparta na serii pytań, na które podstawowymi odpowiedziami są tak i nie (są też: nie wiem, chyba tak, chyba nie). Sztuczna inteligencja ukryta pod postacią tytułowego dżina, dobiera pytania tak, aby drogą eliminacji odgadnąć, o jakiej postaci myśli grający.
Stworzony przez trzech francuskich programistów w 2007 roku, stał się popularny w listopadzie 2008 roku, dzięki Google Trends.
Jeszcze większą sławę gra zdobyła w Europie w 2009 roku i Japonii w 2010 roku po wydaniu aplikacji na urządzenia mobilne przez firmę SCIMOB.
Akinator dostępny jest na iPhone’a, Androida i Windows Phone.

## Rozgrywka
Gracz odpowiada na 12-20 pytań, na podstawie których program (po raz pierwszy) wnioskuje, o jakiej postaci myśli gracz. Akinator może zadać maksymalnie 80 pytań. Gdy programowi nie uda się odgadnąć postaci, gracz proszony jest o wprowadzenie nazwy bohatera, w celu późniejszego poszerzenia bazy wyborów.